# بحيرة أوكو
بحيرة اوكو هي بحيرة فوهة بركان تقع على هضبة بامندا في المنطقة الشمالية الغربية من الكاميرون. تقع على ارتفاع 2227 مترًا (7306 قدمًا) على جبل أوكو ، وهي محاطة تمامًا بالغابات الضبابية.
تقع البحيرة في فوهة انفجار بركاني تشكلت في المرحلة الأخيرة من تطور نجد أوكو، وهو حقل بركاني كبير يبلغ قطره حوالي 100 كيلومتر (62 ميل). جبل أوكو عبارة عن بركان طبقي يرتفع إلى 3011 مترًا (9879 قدمًا). البحيرة هي محور العديد من الأساطير بين السكان المحليين.
البحيرة هي الموطن الوحيد المعروف لضفدع القيطم السافاني. تعد غابة كيلوم اجيم المحيطة بالبحيرة محمية طبيعية أنشأتها جمعية الطيور العالمية، وهي موطن للعديد من الأنواع النادرة.